# 1900년 하계 올림픽 펠로타

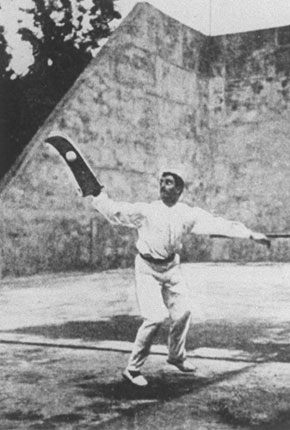
1900년 하계 올림픽 펠로타 경기 장면

1900년 하계 올림픽 펠로타는 프랑스 파리에서 개최된 1900년 하계 올림픽의 경기 종목이다. 올림픽 정식 종목으로는 처음이자 마지막이었다. 이후 1924년 하계 올림픽과 1968년 하계 올림픽에서는 시범 경기로 진행되었다. 두 나라에서 선수 네 명 두 팀만 참가하였으나, 경기 전에 두 프랑스 선수가 기권함으로서 자동으로 스페인이 우승을 차지하였다.

## 참가국
2개국에서 4명의 선수가 참가하였다.
- 스페인 (2명)
- 프랑스 (2명)

## 메달 집계

### 최종 순위
| 순위 | 국가   | 금메달 | 은메달 | 동메달 | 합계 |
| ---- | ------ | ------ | ------ | ------ | ---- |
| 1    | 스페인 | 1      | 0      | 0      | 1    |
| 합계 | 합계   | 1      | 0      | 0      | 1    |

### 메달리스트
| 종목        | 금                                                                | 은                                          | 동   |
| ----------- | ----------------------------------------------------------------- | ------------------------------------------- | ---- |
| 남자 펠로타 | 스페인 (ESP) · 프란시스코 비요타 · 호세 데 아메솔라 이 아스피수아 | 없음(모리스 뒤르크티와 에셰가라이가 기권함) | 없음 |

## 참고 문헌
- 국제 올림픽 위원회 - 1900년 하계 올림픽 펠로타 경기 결과 (영어)
- De Wael, Herman (2006년 2월 25일). 《Herman's Full Olympians: "Pelota 1900"》. (Available electronically at  보관됨 2021-02-28 - 웨이백 머신)
- Mallon, Bill (1998). 《The 1900 Olympic Games, Results for All Competitors in All Events, with Commentary》. Jefferson, North Carolina: McFarland & Company, Inc., Publishers. ISBN 0-7864-0378-0.

| 올림픽 펠로타 |                                     |           |
|               | 1900년 하계 올림픽 펠로타 파리 1900 | 다음 대회 |
|               | 1900년 하계 올림픽 펠로타 파리 1900 | 파리 1924 |